# Ximena Herrera
Ximena Herrera (La Paz, 5 de outubro de 1979) é uma atriz boliviana com carreira reconhecida no México.

## Biografia
Aos 18 anos, Ximena foi morar em Boston, onde estudou a carreira de Mercadotecnia. Quando chegou ao México, trabalhou em agências de modelos fazendo comerciais, até que entrou no Centro de Estudos de Atores de Televisa (CEA). No mesmo mês que finalizou a carreira de atuação, obteve seu primeiro papel na novela Corazones al límite. A partir de aí, começaram os projetos de cinema, teatro e televisão. 

## Carreira

### Telenovelas
| Ano       | Telenovela                 | Personagem                                | Notas                            |
| --------- | -------------------------- | ----------------------------------------- | -------------------------------- |
| 2023-2024 | Vuelve a Mí                | Amelia San Román de Zepeda                | Co-Protagonista                  |
| 2022-2023 | Mi camino es amarte        | Karen Zambrano De León de Beltrán         | Antagonista Principal            |
| 2021      | Buscando a Frida           | Marcela Bribiesca de Pons                 | Protagonista                     |
| 2019-2020 | El dragón                  | Paula Sandoval                            | Atuação Especial                 |
| 2018      | Sin miedo a la verdad      | Carlota                                   | Invitada                         |
| 2016      | Mujeres de negro           | Katia Millán Salvatierra Vda. de Lombardo | Protagonista                     |
| 2016      | El hotel de los secretos   | Cristina Olmedo Gutiérrez                 | Atuação Especial                 |
| 2014-2015 | Hasta el fin del mundo     | Aracely Fernández                         | Co-Antagonista / Co-Protagonista |
| 2013-2014 | El señor de los cielos     | Ximena Letrán de Casillas                 | Protagonista                     |
| 2012      | Infames                    | Sara Escalante / Lola Medina              | Protagonista                     |
| 2012      | Abismo de pasión           | Como ela mesma                            | Atuação Especial                 |
| 2011      | Ni contigo ni sin ti       | Isabella Rivas Olmedo / Isabella Reyes    | Co-Protagonista                  |
| 2010      | Niña de mi corazón         | María Magdalena Bravo López               | Co-Protagonista                  |
| 2008      | Las tontas no van al cielo | Irene                                     | Estelar                          |
| 2007      | Bajo las riendas del amor  | Maripaz García de Linares                 | Estrelar                         |
| 2006      | Duelo de pasiones          | Rosa "Rosita" de Valtierra                | Estrelar                         |
| 2005      | La madrastra               | Alma Martinez                             | Co-Protagonista                  |
| 2004      | Corazones al límite        | Malkah                                    | Coadjuvante                      |

### Cinema
- La otra familia (2011)
- Volverte a ver  (2008)  ..... Sofía Cortina
- 7 años de matrimonio (2013)
- Antes que se tire la sal (2015) .. Produtora executiva

### Séries
- El Pantera (3º temporada) .... Rossaura

## Prêmios e Indicações

### Prêmio TVyNovelas
| Ano  | Categoria                | Telenovela           | Resultado |
| ---- | ------------------------ | -------------------- | --------- |
| 2012 | Melhor atriz co-estrelar | Ni contigo ni sin ti | Nomeada   |

### Prêmios Tu Mundo
(Compartido con Rafael Amaya) || El señor de los cielos || Nomeada

| Ano  | Categoria             | Telenovela             | Resultado |
| ---- | --------------------- | ---------------------- | --------- |
| 2013 | Protagonista Favorita | El señor de los cielos | Nomeada   |